# Олимпийский хоккейный центр (Рио-де-Жанейро)
Олимпийский хоккейный центр (порт. Centro Olímpico de Hóquei) — комплекс арен в Рио-де-Жанейро, оборудованных для проведения соревнований по хоккею на траве. Открыт в июле 2007 года. Является одним из объектов, реконструированных для проведения летних Олимпийских и Паралимпийских игр 2016 года. Расположен в олимпийском кластере Деодоро.

## Описание
Олимпийский хоккейный центр был построен в 2007 году для проведения на нём соревнований в рамках Панамериканских игр. Комплекс включает в себя два поля с искусственной травой. Вместимость основного поля составляет 10 000 зрителей, а запасного 5000. Во время Олимпийских игр 2016 года хоккейный центр примет все матчи хоккейного турнира, а во время Паралимпийских игр здесь будут проходить соревнования по футболу. После окончания Игр центр будет использоваться национальными сборными Бразилии по хоккею на траве.

## Соревнования
С 2007 года олимпийский центр принял ряд крупных международных соревнований:
- Панамериканские игры 2007 года
- Летние Олимпийские игры 2016 года
- Летние Паралимпийские игры 2016 года